# Kamienica czynszowa Mojżesza Szmula Bronowskiego
Kamienica czynszowa Mojżesza Szmula Bronowskiego – modernistyczna kamienica położona na rogu ul. Kilińskiego i ul. Tuwima w Łodzi.

## Historia
W 1899 plac o numerze 1123, ciągnący się wzdłuż ul. Przejazd, należał do fabrykanta Juliusza Heinzla, a później do założonej przez niego spółki akcyjnej. Prawdopodobnie po I wojnie światowej część przylegającą do ul. Kilińskiego nabyło małżeństwo Fiszel i Rachela Waichselfiszowie (adres nieruchomości w 1920 to ulica Kilińkiego 74).
W kolejnych latach duży plac został podzielony na mniejsze. Na jego części narożnej stał przez długi czas jedynie niewielki drewniany dom. Prawdopodobnie dopiero w połowie lat trzydziestych nieruchomość kupił Mojżesz Szmul Bronowski, znany w Łodzi kupiec, który od początku XX wieku prowadził skład wyrobów metalowych przy ul. Zachodniej 15 (obecnie numer 53). Kamienicę na rogu ul. Tuwima i Kilińskiego wzniesiono w 1937.
W czasie II wojny światowej budynek został zajęty przez władze niemieckie na cele wojskowe. Po zakończeniu wojny obiekt przeznaczono na mieszkania dla profesorów Politechniki Łódzkiej. Wcześniej, przez krótki czas, kwaterował tu wiceminister Obrony Narodowej gen. Karol Świerczewski. W latach PRL-u w parterze działał państwowy sklep z wyrobami włókienniczymi. Obecnie budynek częściowo należy do Gminy Łódź. Pełni funkcję mieszkalną i usługową, znajdują się tu m.in. stomatolog i sklep z winami.
17 lipca 2007 budynek wpisano pod numerem A/39 do rejestru zabytków nieruchomych woj. łódzkiego.

## Charakterystyka
W budynku pierwotnie znajdowało się 27 mieszkań (dwu-, trzy- i czteropokojowych), do których wejścia były z trzech klatek schodowych. Większość lokali posiadała służbówki i osobne wejście kuchenne. Za najbardziej atrakcyjne uznawano największe mieszkania usytuowane w narożniku budynku – pokój stołowy powiększony został w nich o przestrzeń zaokrąglonego wykusza.
Kamienica jest przykładem tzw. stylu 1937 roku, który był wynikiem rozwoju gospodarczego w Polsce, mającego miejsce od 1935. Wyrażał się on w budynkach o wysokim standardzie, zwanych często „luksusowymi”, o cechach modernistycznych, niezrywających jednak z tradycyjnymi rozwiązaniami. Nie były to wolnostojące bloki mieszkalne, ale budynki kamieniczne w zabudowie obrzeżnej. Ich charakterystycznymi cechami były zaokrąglone narożniki, czy okrągłe wykusze nawiązujące do tzw. stylu okrętowego. Nawet jednak te kompromisowe modernistyczne budynki pozbawione były jakiejkolwiek dekoracji ornamentalnej. Czystość formalna i funkcjonalne podejście do architektury decydowało o takich rozwiązaniach. Charakteryzowała ją także rezygnacja ze wskazywania statusu społecznego, odrzucała zasadę reprezentacji i prestiżu, wyrażanych za pomocą ornamentu.